# Aralskoje
Aralskoje (russisch Аральское, zunächst Minskoje, deutsch zu Posselau) ist ein Ort in der russischen Oblast Kaliningrad und gehört zur kommunalen Selbstverwaltungseinheit Stadtkreis Selenogradsk im Rajon Selenogradsk.
Die Ortsstelle Posselau trägt seit 1947 den Namen Alexandrowka und befindet sich etwa zwei Kilometer nordöstlich von Aralskoje.

## Geographische Lage
Aralskoje liegt etwa 30 Kilometer nordwestlich von Kaliningrad (Königsberg) und etwa fünf Kilometer südöstlich vom Zentrum von Swetlogorsk (Rauschen) an der Kommunalstraße 27K-422, einem zurückgebauten ehemaligen Teilabschnitt der Regionalstraße 27A-013 (ex A 192). Der Ort wird von der vierspurig ausgebauten Föderalstraße A 217 umfahren, welche mit einer in unmittelbarer Nähe gelegenen Anschlussstelle den Verkehr des Primorskoje Kolzo (ebenfalls A 217) aufnimmt. Jenseits der Kreuzung der A 217 mit der südwestlichen 27K-422 bzw. der nordöstlichen Kommunalstraße 27K-159 nach Pionerski (Neukuhren) beginnt schon das Stadtgebiet von Swetlogorsk mit dem Ortsteil Juschny (Alexwangen).

## Geschichte
Nach der Besetzung des nördlichen Ostpreußen durch die Sowjetunion wurde im Jahr 1950 das ehemalige ostpreußische Gutsdorf Alexwangen in Aralskoje umbenannt. Gleichzeitig wurde der Ort in den Dorfsowjet Romanowski selski Sowet im Rajon Primorsk eingeordnet. Die zwei Kilometer südlich gelegene Ortsstelle zu Posselau war gleichfalls 1950 in Minskoje umbenannt worden. Vor 1976 wurde nun einerseits der Ort Minskoje an Aralskoje angeschlossen und andererseits die Ortsstelle Alexwangen als Juschny an die Stadt Swetlogorsk angeschlossen. Von 2005 bis 2015 gehörte Aralskoje zur Landgemeinde Kowrowskoje selskoje posselenije und seither zum Stadtkreis Selenogradsk.